# Air Express International
Air Express International (AEI) is een Amerikaans logistieke dienstverlener met hoofdkantoor in Darien genoteerd aan de NYSE onder AIEC. 
AEI nam Pandair over in de tweede helft van de jaren 80. AEI ging uiteindelijk in 2001 op in DanzasAEI Intercontinental, onderdeel van de Danzas Group en eigendom van Deutsche Post AG. Momenteel werkt Deutsche Post aan integratie van alle logistieke activiteiten onder het paraplumerk DHL.
Recent kocht Deutsche Post de Britse logistieke dienstverlener Exel.